# Endscape
「endscape」（エンドスケープ）は、UVERworldの7枚目のシングルである。発売元は、gr8!records(SME)。

## 概要
「endscape」の直訳は「最後の風景」だが、新たな意味を持たせた造語であり「究極の景色」「理想郷」としている。表題曲「endscape」のアニメオンエアバージョン「endscape("地球へ…" version)」が着うたフル限定にて2007年4月27日より配信された。初回限定盤には特典DVDおよび、『地球へ…』描き下ろしワイドキャップステッカー・特製タロットカードが付属する。
オリコンデイリーランキングでは初登場で2度目の3位を獲得した。ウィークリーでも初登場4位となるなど、当時の自己最高初動を記録した。しかし、TAKUYA∞の不祥事によるバンドのイメージダウン等で、累計売上は前三作を下回った。
キャッチコピーは、『「答えはないから、生き抜いて、自分の答えを探したい！！」TAKUYA∞』

## 収録内容
| 全作詞: TAKUYA∞、全編曲: UVERworld & 平出悟。 |                                            |           |                |      |
| #                                             | タイトル                                   | 作詞      | 作曲           | 時間 |
| 1.                                            | 「endscape」                               | TAKUYA∞   | UVERworld      | 4:36 |
| 2.                                            | 「UNKNOWN ORCHESTRA」                      | TAKUYA∞   | TAKUYA∞        | 5:33 |
| 3.                                            | 「モノクローム〜気付けなかったdevotion〜」 | TAKUYA∞   | 克哉 / TAKUYA∞ | 4:19 |
| 合計時間:                                     | 合計時間:                                  | 合計時間: | 14:28          |      |

| #  | タイトル                                                | 作詞 | 作曲・編曲 |
| -- | ------------------------------------------------------- | ---- | ---------- |
| 1. | 「UVERworldトレーラー映像2007」                         |      |            |
| 2. | 「「endscape」ティーザーCM」                            |      |            |
| 3. | 「「endscape」(“地球へ…”SPECIAL ANIMATED MUSIC VIDEO)」 |      |            |

### 楽曲解説
1. endscape
MBS・TBS系連続テレビアニメ『地球へ…』第一期オープニングテーマ。前奏部分の長さに関し、TAKUYA∞とメンバー4人の意見が分かれた。シングルバージョンはTAKUYA∞の提案を採用し前奏を長くしている。メンバー4人の案は3rdアルバム『PROGLUTION』にて前奏が短くなったアルバムバージョンとして収録された。
ライブでは2009年以降披露されておらず、2018年のZepp Osaka Bayside公演にて9年ぶりに演奏された。PVはUVERworldでは初となるCGを使用したもの。従来では見られなかった"白"の世界観を打ち出している。監督はw-inds.「Long Road」や伊藤由奈「Stuck on you」「losin'」などで監督を務めた久保茂昭。PVでのメンバーのジャンプ回数は今作がもっとも多い。仮タイトルは「TERA」
2. UNKNOWN ORCHESTRA
2007年に行われた3度目の全国ツアー『UVERworld BUGRIGHT TOUR 2007』の追加公演である『UVERworld BUGRIGHT TOUR 2007 〜Toward endscape〜』にて初めて披露した四つ打ちのダンスナンバー。「endscapeよりウケていた」とTAKUYA∞は語っている。楽曲名は、2ndアルバムのタイトル候補だった。
3. モノクローム〜気付けなかったdevotion〜
上記の追加公演ツアーのエンディングにて、終了曲としてメンバーが退場する際に披露された楽曲。TAKUYA∞が亡き祖父を偲んで歌詞を書いた。TAKUYA∞は「ライブでやると悲しくなるからやらない。」と語り、のちのベストアルバムに関するインタビューでも「リハで試しても泣いてしまう」と語るほど強い思い入れがある。歌い終わる直前、泣き声ともとれるような唱法でフェードアウトするが、これは意図していたものではなかったという。この曲を制作する前に、彰と真太郎の身内にも不幸があり、ファンレターにも、「事故で身内や大切な人を亡くした」といった内容のものが多く届いていた。それらをきっかけに、モノクロームのような歌を歌いたいとTAKUYA∞が感じ、制作を始めたという。仮タイトルは「秋」。ピアノ演奏は、克哉が担当した。発表からおよそ16年を経た、2023年の日産スタジアム公演にて初披露された。

## 収録アルバム
1. endscape
  - 3rdスタジオ・アルバム『PROGLUTION』にアルバムバージョンとして「endscape (album ver.)」を収録。
  - 2ndベスト・アルバム『ALL TIME BEST -FAN BEST- (EXTRA EDITION)』
2. UNKNOWN ORCHESTRA
  - 3rdスタジオ・アルバム『PROGLUTION』にアルバムバージョンとして「UNKNOWN ORCHESTRA (album ver.)」を収録。
  - 2ndベスト・アルバム『ALL TIME BEST -FAN BEST- (EXTRA EDITION)』
3. モノクローム〜気付けなかったdevotion〜
  - 1stベスト・アルバム『Neo SOUND BEST』